# 德吾二世
教宗德吾二世（拉丁語：Adeodatus PP. II；？—676年6月17日）原名不詳，於672年4月11日至676年6月16日為教宗。

## 譯名列表
- 德吾：香港天主教教區檔案　歷任教宗作德吾。
- 阿德奧達圖斯、阿德奧达图斯：大英綫上繁體中文版[永久]作阿德奧達圖斯。
- 阿德奥达托：《世界人名翻譯大辭典》1993年版作阿德奥达托。